# Terek
Terek (ryska: Терек; avariska: Терек), eller Tergi (georgiska: თერგი), är en flod i norra Kaukasus. Flodens längd är 623 kilometer, dess flodområde 43 200 km².
Den uppstår på 4160 meters höjd av flera glaciärer i trakten av Kazbek på södra sidan av Kaukasus huvudkedja, som den genombryter vid Trusoravinen och Darialravinen söder om Vladikavkaz. Under 85 kilometer faller floden 1800 meter; den ligger något ovanför Vladikavkaz 630 meter, vid Mozdok 134 meter över och vid Kizljar 9 meter under Svarta havets yta. Från Vladikavkaz har den nordvästligt lopp, innan den antar sin slutliga riktning mot öster, och det är sannolikt, att den under den postpliocena perioden flöt till Kuma och måhända till Manytj och inte direkt till Kaspiska havet. I sin nedre del flyter den i en över de omgivande slätterna upphöjd bädd och hålls kvar i denna medelst dammar. Vid Dubovskaja, ovanför Kizljar, 80 kilometer från Kaspiska havet, börjar flodens stora, 110 kilometer breda delta, vars armar ofta förändras. Huvudströmmen är deltats sydligaste arm, Nya Terek, som faller ut i den vik av Kaspiska havet, som Agrachanhalvön bildar.
Bifloder är från höger Sunzja, från vänster Argun, Baksan och Malka. För mindre fartyg är Terek segelbar omkring 400 kilometer, upp till Malkas inflöde. Mynningsarmarna är så grunda, att inga fartyg från Kaspiska havet kan löpa in genom dem.